# غورمعوالي (مقاطعة دلفان)
غورمعوالي (بالفارسية: گورمعوالی) هي قرية تقع في قسم كاكاوند الغربي الريفي (مقاطعة دلفان) في إيران. يقدر عدد سكانها بـ 35 نسمة بحسب إحصاء 2016.